# Kätkäjärvi, Finland
Kätkäjärvi eller Kekajärvi är en sjö i Finland. Den ligger i kommunen Ilomants i landskapet Norra Karelen, i den sydöstra delen av landet, 400 km nordost om huvudstaden Helsingfors. Kätkäjärvi ligger 144,4 meter över havet. I omgivningarna runt Kätkäjärvi växer i huvudsak blandskog. Den är 2,1 meter djup. Arean är 3,93 kvadratkilometer och strandlinjen är 25,13 kilometer lång. Sjön  ingår i Vuoksens huvudavrinningsområde. 